# 65698 Emmarochelle
65698 Emmarochelle è un asteroide della fascia principale. Scoperto nel 1991, presenta un'orbita caratterizzata da un semiasse maggiore pari a 2,5890674 UA e da un'eccentricità di 0,3389811, inclinata di 5,39945° rispetto all'eclittica.
L'asteroide è dedicato a Emma Rochelle Slater, figliastra dello scopritore.